# Torgelow
Torgelow is een gemeente in de Duitse deelstaat Mecklenburg-Voor-Pommeren, en maakt deel uit van de Landkreis Vorpommern-Greifswald. Torgelow telt 8.972 inwoners.

## Stadsdelen
De stadsdelen van Torgelow, buiten de eigenlijke stad, zijn:
- Heinrichsruh
- Holländerei
- Müggenburg.

## Geografie, verkeer

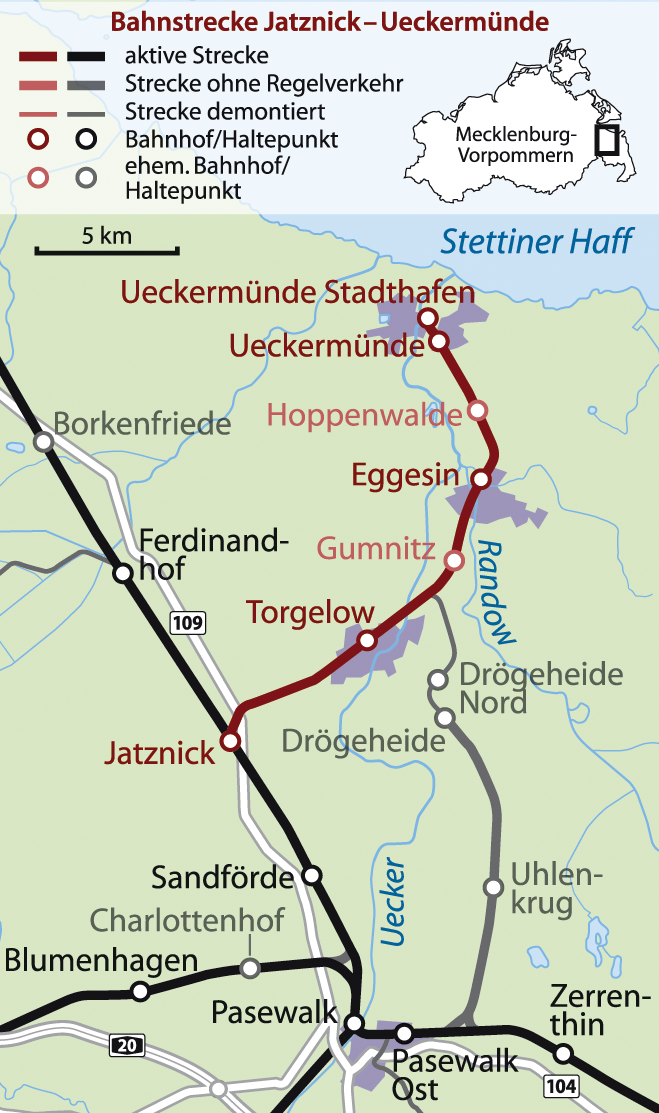
Kaart spoorlijn  Jatznick - Ueckermünde

Torgelow ligt aan de rivier de Uecker. Het is door een spoorlijntje verbonden met het aan de Bundesstraße 109 gelegen Jatznick in het zuidwesten en Ueckermünde in het noordoosten.

## Geschiedenis
Torgelow ligt aan de oostelijke periferie van een landstreek, die heuvels met een hoogte tot 100 à 150 meter kent, en Brohmer- en Helpter Berge wordt genoemd. Dit gebied strekt zich grofweg uit van Neubrandenburg in het westen via Strasburg in het midden tot Pasewalk in het oosten. Het is in de ijstijd Weichselien, circa 11.700 v.Chr., ontstaan. De heuvels zijn een door de gletsjers van die tijd opgeworpen massa, met daarin en daaromheen veel uit het huidige Scandinavië meegeveegde zwerfstenen (Duits: Findlinge).  In de Jonge Steentijd maakten dragers van de Trechterbekercultuur hiervan in de gehele regio hunebedden en andere megalietmonumenten.
In Torgelow , aan de Uecker, bevindt zich een openluchtmuseum, Ukranenland, gewijd aan de overwegend Slavische volkeren, die hier in de 9e en 10e eeuw woonden.
Torgelow is zelf ook gesticht door Slavische mensen; de plaatsnaam is verwant aan een Pools woord voor markt.
Vanaf 1935 is hier zware industrie ( in de nazi-tijd ook productie van explosieven) en een kazerne met militair oefenterrein gevestigd. In de DDR-periode (1949-1990) waren hier troepen van de NVA gelegerd. Na de Wende in 1990 liepen de zware industrie en de militaire aanwezigheid in betekenis terug; de bevolking daalde in aantal van circa 13.000 in 1990 tot 9.307 eind 2022. Eén ijzergieterij, met circa 400 man personeel, bestond in 2022 nog in Torgelow.

## Afbeeldingen

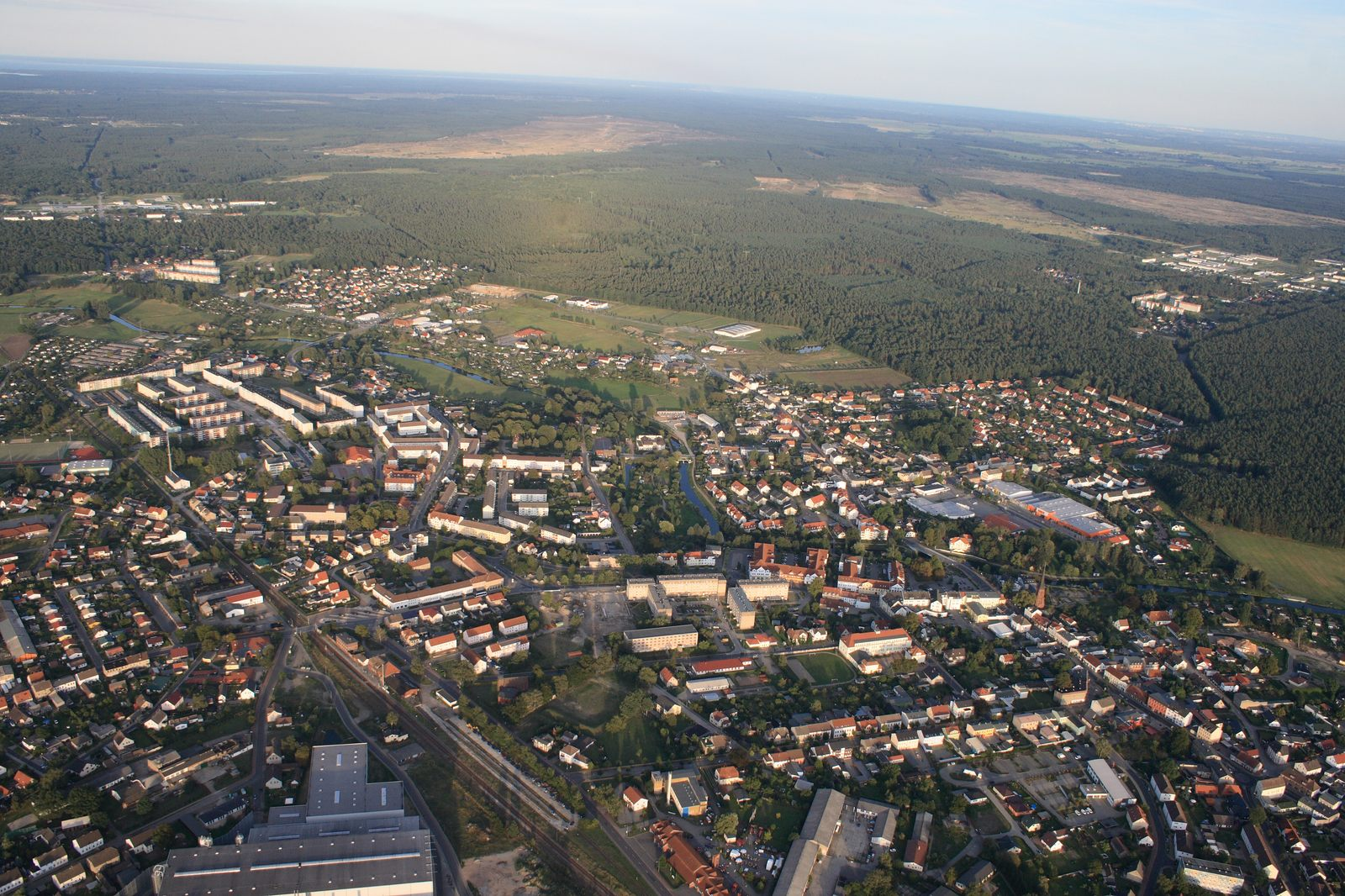
Luchtfoto van de stad
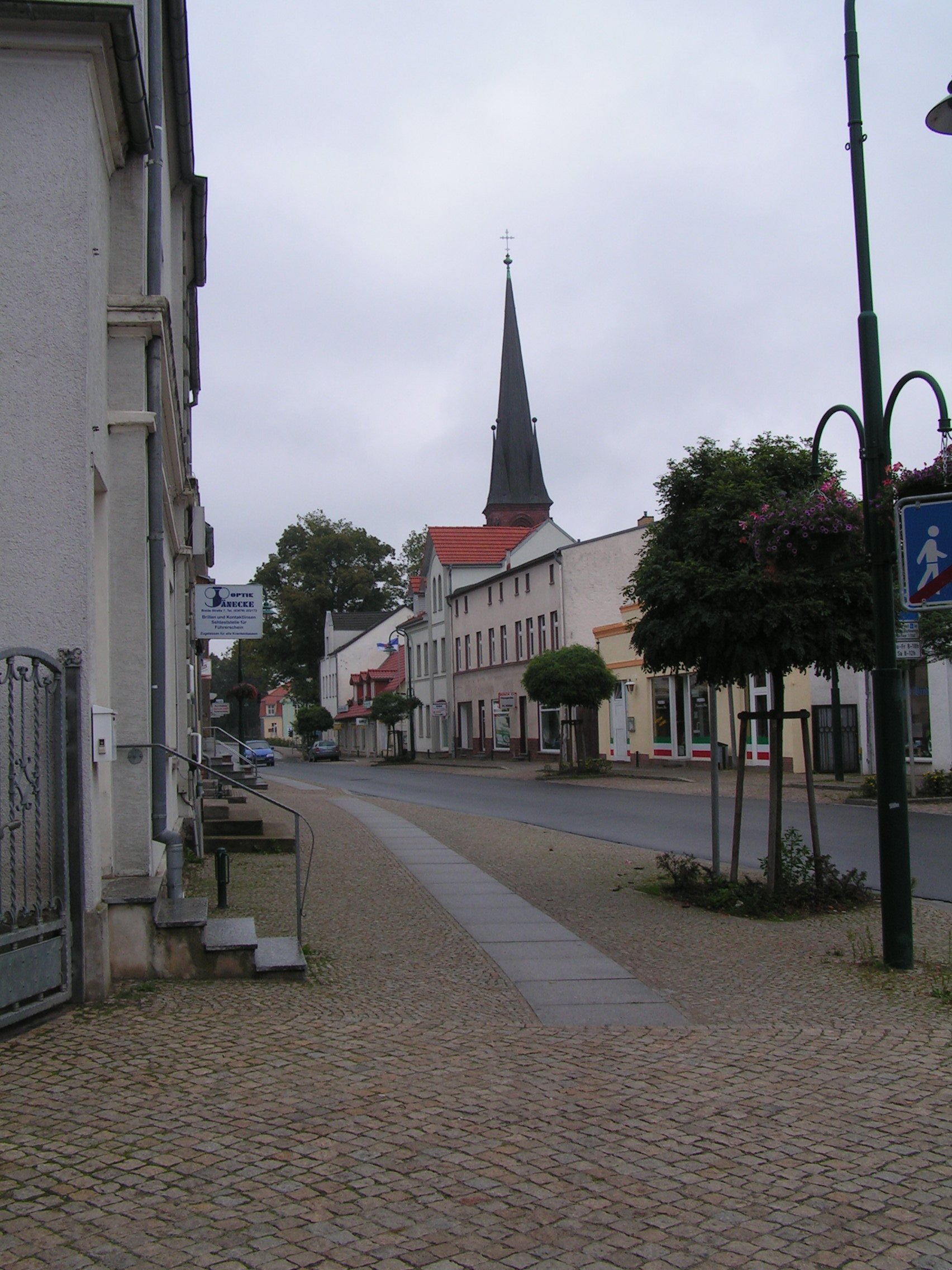
Straat in Torgelow
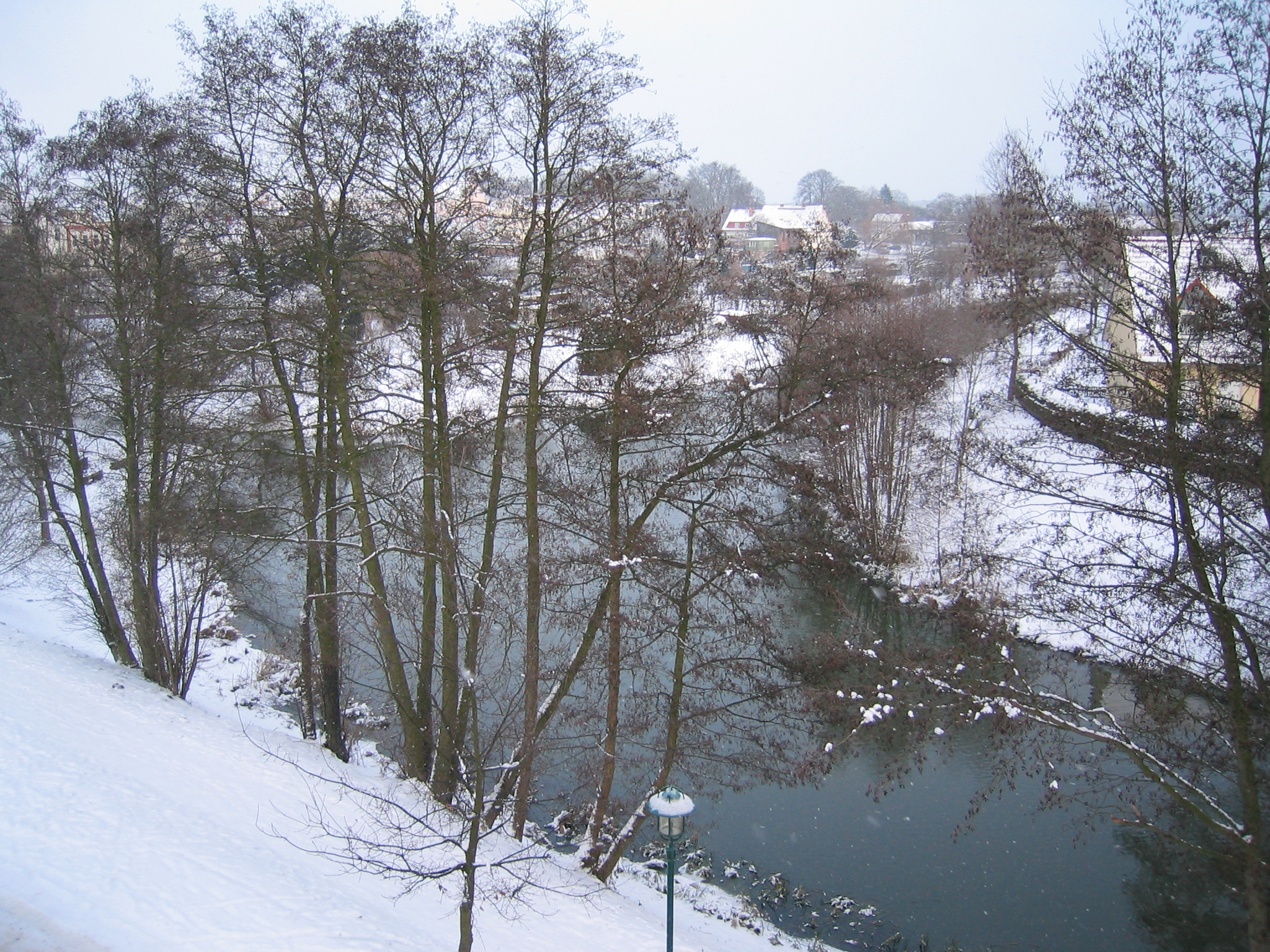
De Uecker in Torgelow
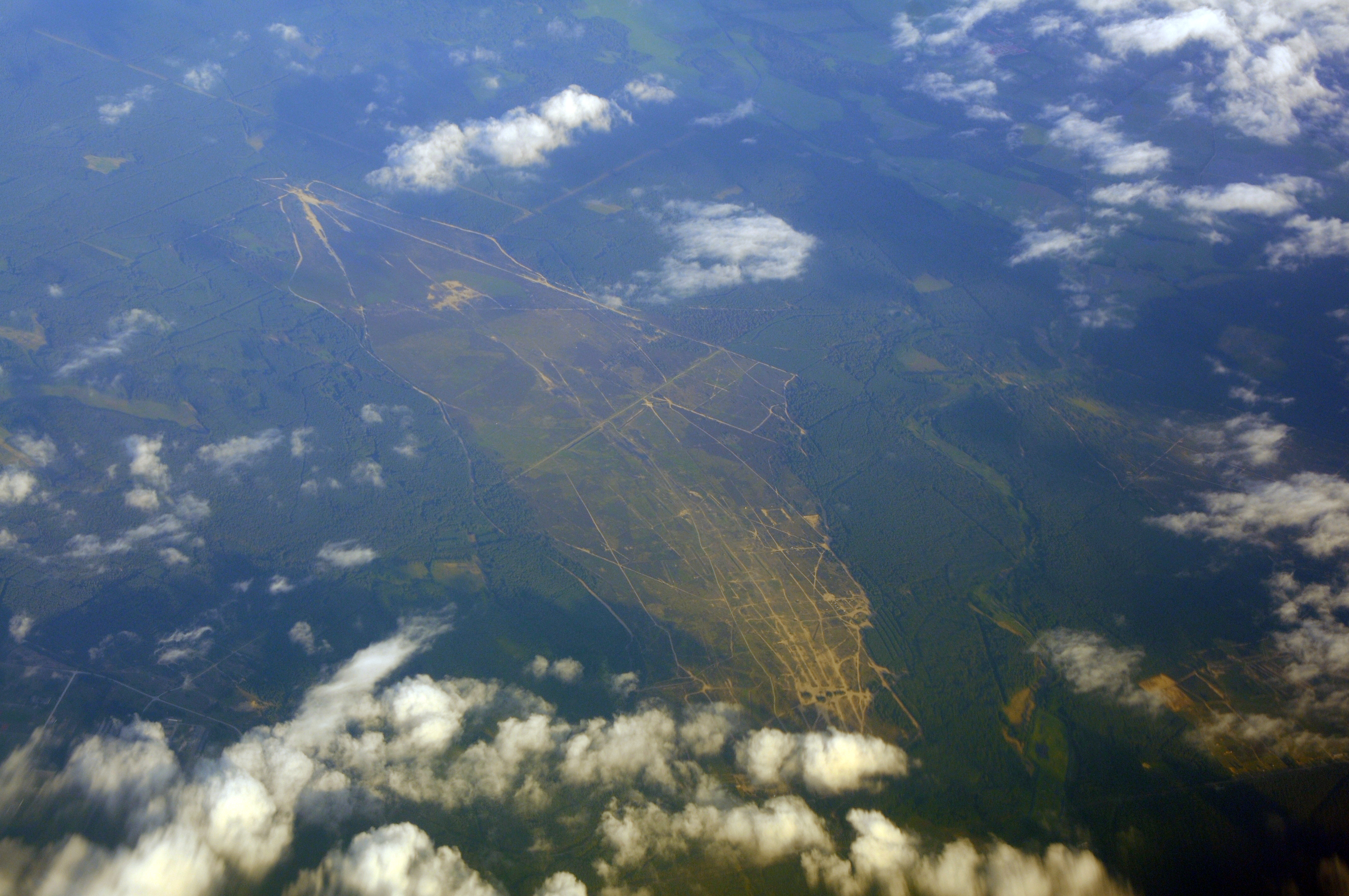
Militair oefenterrein Eggesin bij Torgelow (2011)
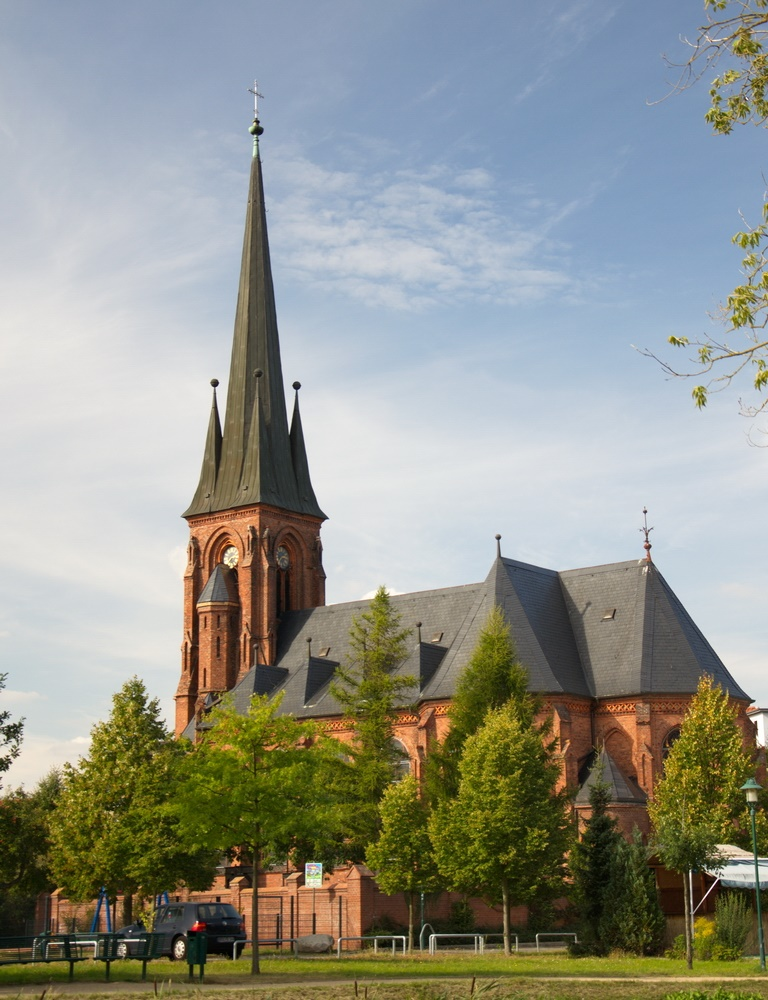
Evang.-lutherse Christuskerk
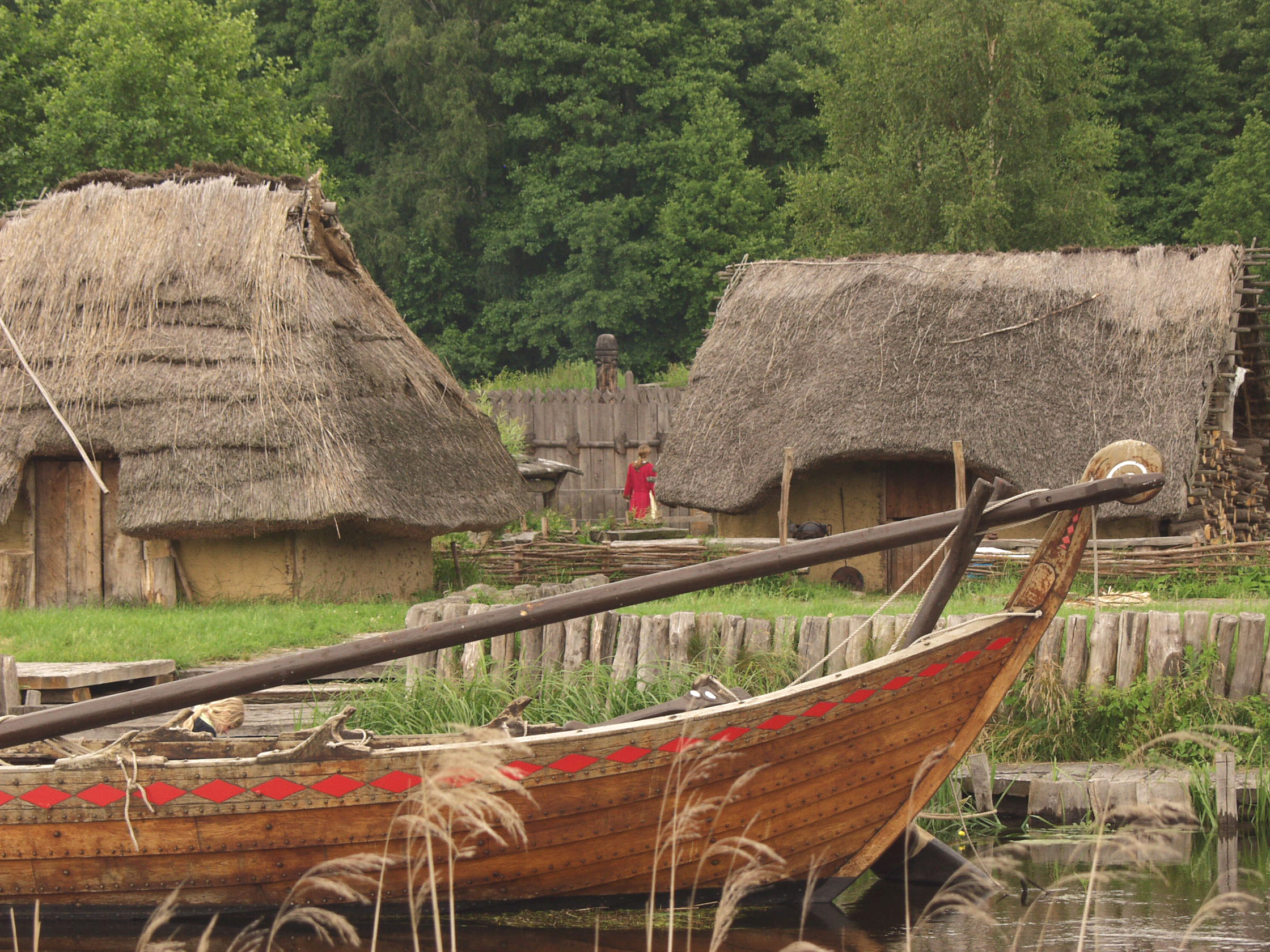
Openluchtmuseum Museumsdorf Ukranenland

## Geboren in Torgelow
- Albert Parlow (1 januari 1824) componist (Amboss-Polka) en militaire kapelmeester